# Acentrella turbida
Acentrella turbida je druh jepice z čeledi Baetidae. Žije ve Střední a Severní Americe, a to v celé Kanadě, v severním Mexiku a v kontinentální části USA. Preferuje čisté, rychle tekoucí potoky a řeky s kamenitým dnem, kde se nymfy přichycují k substrátu. Je tolerantní k mírnému znečištění a sedimentaci. Nymfy jsou velmi malé, obvykle dosahují délky 4 mm. Mají zploštělé tělo přizpůsobené životu v rychle tekoucích vodách. První pár žaberních lístků má velké přední laloky, které se setkávají pod tělem nymfy. Líhnutí dospělců probíhá na podzim, obvykle v září a říjnu. Jako první tento druh popsal kanadský entomolog James Halliday McDunnough v roce 1924.

## Fotogalerie

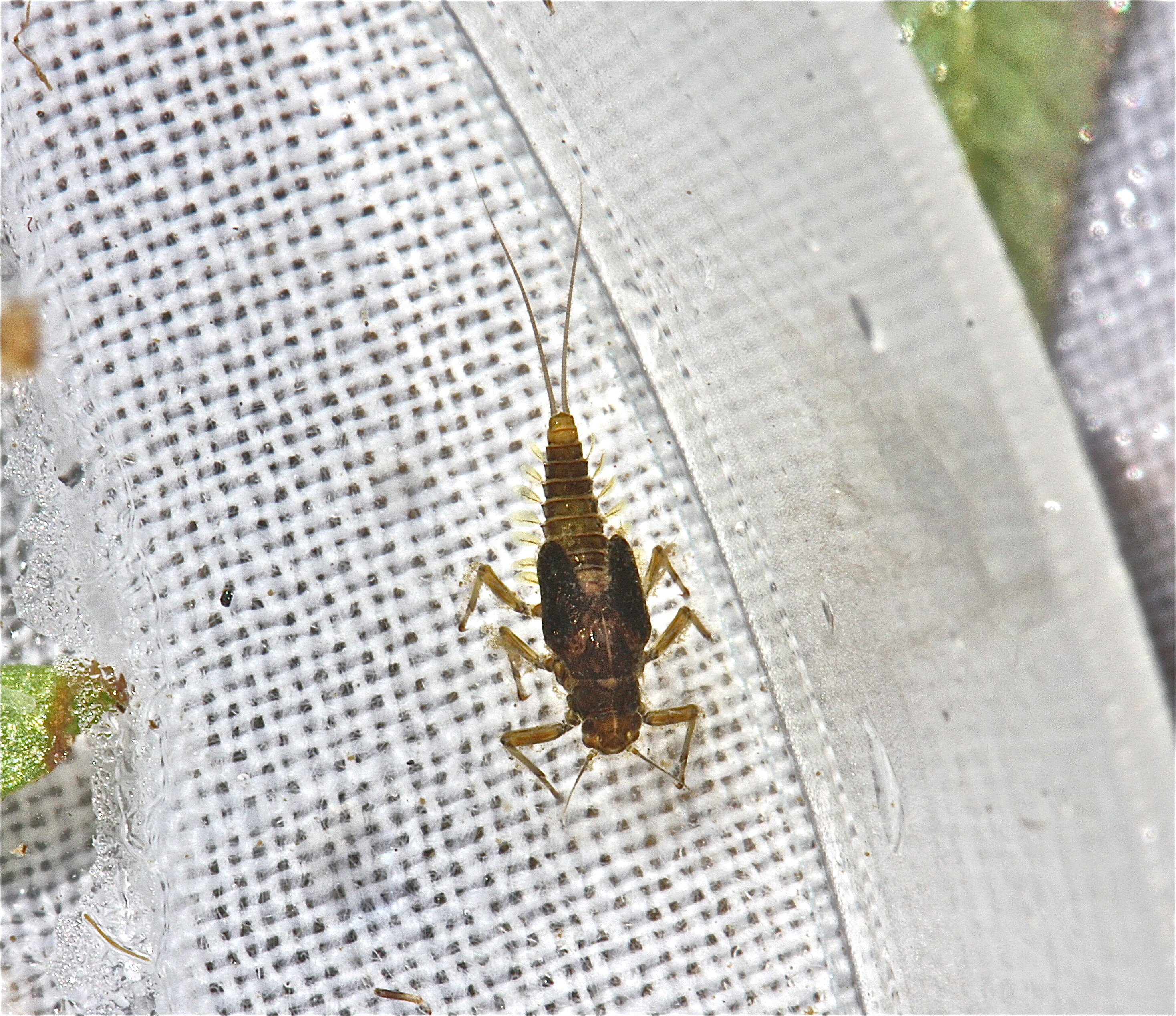
Nymfa
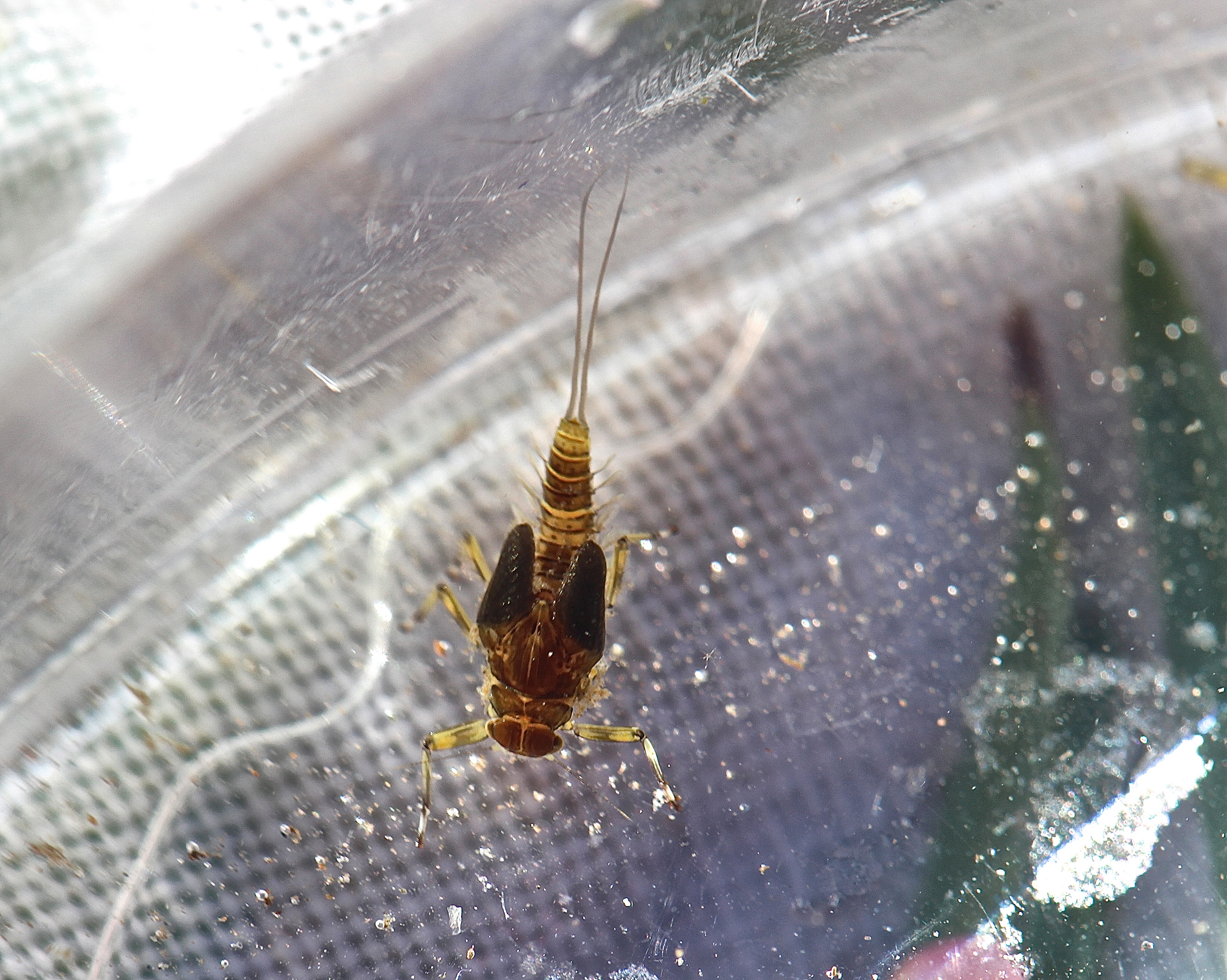
Nymfa